# Egzekucja marszałka Neya

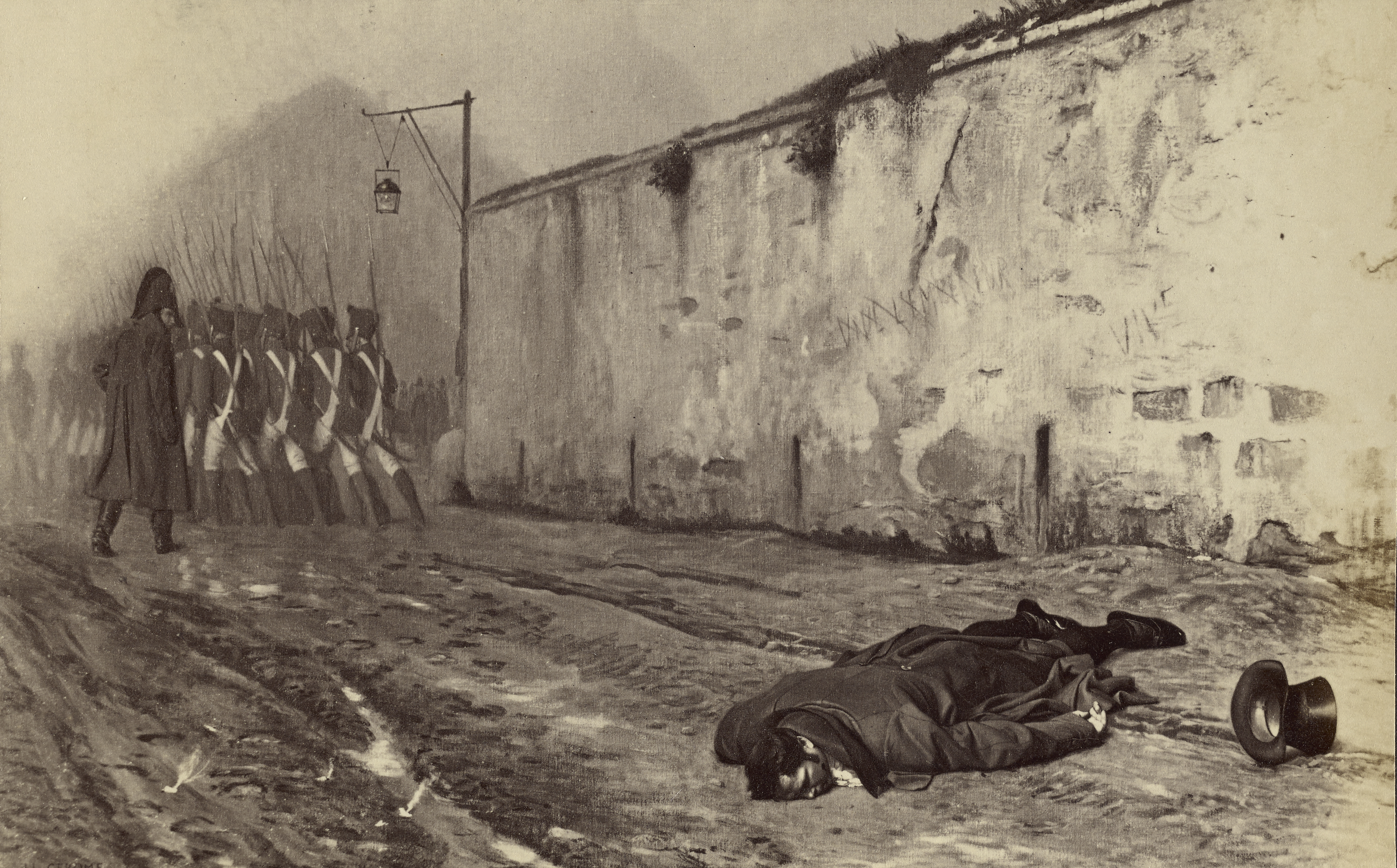
Szczegółowa odbitka albuminowa autorstwa Jeana-Léona Gérôme’a

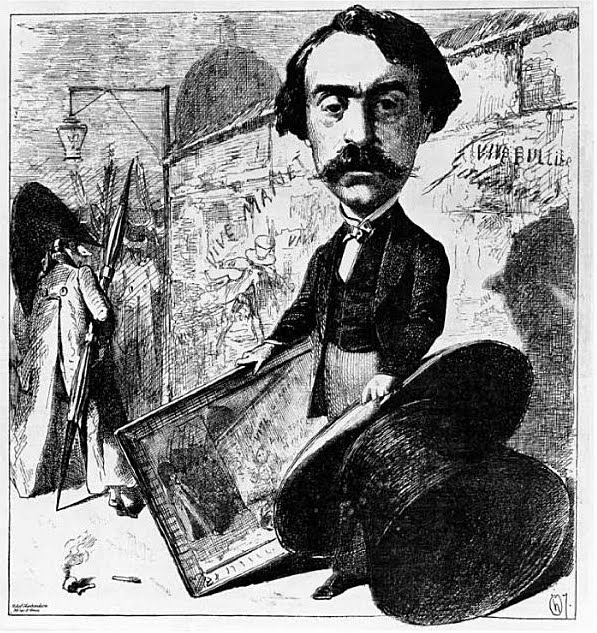
Karykatura obrazu Gérôme’a autorstwa Henry’ego Oulevaya

Egzekucja marszałka Neya (fr. L’Exécution du maréchal Ney) – obraz olejny namalowany przez francuskiego malarza i rzeźbiarza Jeana-Léona Gérôme’a w 1868 roku, znajdujący się w zbiorach Graves Art Gallery w Sheffield.

## Opis
Michel Ney był marszałkiem armii napoleońskiej, bohaterską postacią nazywaną przez cesarza Napoleona „najodważniejszym z odważnych”. Kiedy Napoleon abdykował w 1814 roku, Ney przyrzekł wierność monarchii Burbonów, ale kiedy cesarz wrócił do Francji, Ney ponownie dołączył do swojego byłego przywódcy. Po kolejnym przywróceniu monarchii Burbonów w 1815 roku marszałek Ney został oskarżony o zdradę stanu i skazany na śmierć. Podczas egzekucji odmówił założenia opaski na oczy i pozwolono mu wydać rozkaz strzelania do niego.
Obraz przedstawia marszałka Neya tuż po jego egzekucji w dniu 7 grudnia 1815 roku i pluton egzekucyjny oddalający się z miejsca zdarzenia. Na ścianie za zwłokami Neya znajdują się dwa napisy: jeden przekreślony „Vive l’empereur” („Niech żyje cesarz”) i drugi „Vive” tuż pod dziurami po kulach. Według Gérôme’a był to komentarz na temat wielokrotnych zmian lojalności Neya między Napoleonem a Burbonami.

## Recenzje
Obraz został zaprezentowany na Salonie Paryskim w 1868 roku. Chociaż egzekucja Neya miała miejsce ponad pięćdziesiąt lat wcześniej, zdarzenie nadal budziło emocje i powodowało kontrowersje. W imieniu potomków Neya Gérôme został poproszony o wycofanie obrazu, ale artysta się na to nie zgodził.
Ogólne przyjęcie obrazu było bardzo zróżnicowane, a Salon 1868 zapoczątkował trwały podział między autorem a wieloma francuskimi krytykami sztuki, którzy zarzucali mu oparcie się na technikach literackich, komercjalizację sztuki i wprowadzenie do niej polityki. Théophile Gautier napisał pozytywną recenzję, podkreślając szczegóły nadające znaczenie obrazowi, podejście Gérôme’a do tematu śmierci oraz sukces obrazu w uchwyceniu klimatu psychologicznego.
Henry Oulevay stworzył karykaturę, na której Gérôme jest przedstawiony przed ścianą z krytykami sztuki jako plutonem egzekucyjnym, niosącymi pióra zamiast karabinów. Na ścianie widnieje napis „Vive Manet”, co jest nawiązaniem do serii obrazów Rozstrzelanie cesarza Maksymiliana autorstwa Édouarda Maneta, które realistycznie przedstawiają egzekucję cesarza Meksyku Maksymiliana I w 1867 roku.
W 1867 roku Gérôme stworzył obraz Śmierć Cezara, który wykazuje strukturalne i tematyczne podobieństwa do Rozstrzelania marszałka Neya, ze zwłokami na pierwszym planie i zabójcami odchodzącymi plecami do widza. Również na tym obrazie (podobnie jak w Pojedynku po balu maskowym i Jerozolimie) Gérôme nie przedstawił samego zdarzenia, ale jego bezpośrednie następstwa.